# Debreceni Főnix
A Debreceni Főnix című újság önmeghatározása szerint a debreceni református ifjúság művelődési lapja.

## Szerkesztés, kiadás
Kiadója a Református Ifjúsági Média Alapítvány és a Kölcsey Ferenc Református Tanítóképző Főiskola. Felelős kiadó: Dr. Csorba Péter, a KFRTKF rektora.  Kommunikáció szakos hallgatók írják, diákszerkesztőségként működik a főiskolán.
A Debreceni Főnix címmel megjelenő havi újságot az írott sajtó szakirányt választó hallgatók írják és szerkesztik. 2001 márciusa óta jelenik meg folyamatosan, jelenleg ezer példányban. A felelős szerkesztő munkáját két szerkesztő, a tördelőszerkesztő a hivatásos tervezőszerkesztő, három diákszerkesztő és megközelítőleg tíz-tizenöt hallgatói szerző segíti.
A gyakorlati képzés hátterét nemcsak az elismert szakembergárda, a Főnix című lap, illetve diákoknak megjelenést biztosító lapfelületek adják meg, hanem szakmai műhelyeink és diákköreink tevékenysége is. A publicisztikai műhely munkájában jelenleg húsz hallgató vesz részt.